# 13350 Gmelin
13350 Gmelin è un asteroide della fascia principale. Scoperto nel 1998, presenta un'orbita caratterizzata da un semiasse maggiore pari a 3,2079081 au e da un'eccentricità di 0,0590226, inclinata di 9,19643° rispetto all'eclittica.
L'asteroide è dedicato al naturalista tedesco Johann Georg Gmelin.